# Bulgarien i Eurovision Song Contest 2016

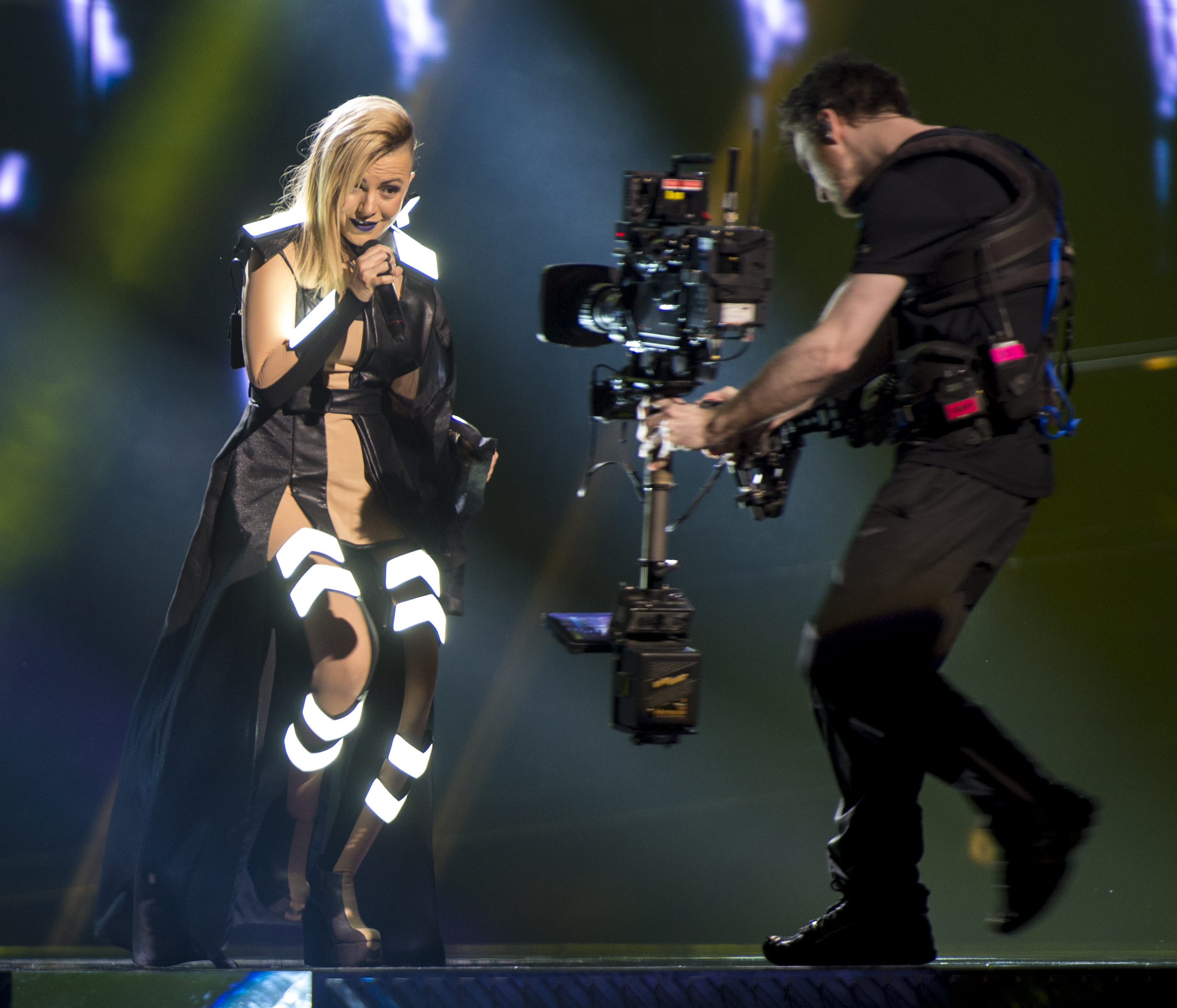

Bulgarien deltog i Eurovision Song Contest 2016 i Stockholm, Sverige.

## Bakgrund
Den 26 november 2015 bekräftade BNT sitt återvändande i tävlingen. Landet deltog senast 2013. Men på grund av ekonomiska svårigheter deltog man inte 2014 eller 2015.

## Internvalet
BNT valde att skicka Poli Genova, som tidigare representerat Bulgarien ESC (2011) då kom hon på delad 12:e plats för Slovakien med 48 poäng. Hon var också programledare för Junior Eurovision 2015. "If Love Was A Crime" heter låten hon representerade Bulgarien med.

## Under Eurovision
Bulgarien deltog i den andra semifinalen där de gick vidare till final, där de hamnade på en 4:e plats med 307 poäng.